# Fallout: Brotherhood of Steel
A Fallout: Brotherhood of Steel egy 2004-ben Xbox és PlayStation 2 konzolokra megjelent akció-szerepjáték, melyet az Interplay fejlesztett és adott ki, Európában az Avalon Interactive forgalmazásában. Ez volt sorozatban a negyedik játék, mely a Fallout-univerzumban játszódik, az első, amely kizárólag konzolokra jelent meg, és az utolsó, amelyet még az Interplay fejlesztett a jogok Bethesda Softworks részére történő eladása előtt. A játék cselekménye az Acél Testvérisége nevű szervezet egy kadétjának kalandjait dolgozza fel.
A játék története nem tartozik a Fallout hivatalos kánonjához, mert több szempontból is ellentmond neki.

## Játékmenet
Mint a sorozat spin-offja, jelentős mértékben eltér a korábbi epizódoktól. Nem nyílt világú, hanem lineáris, a játékos egy küldetés során egyetlen pályán lehet csak. A korábban meglátogatott helyekre nem lehet visszatérni, új helyekre pedig csak a történet előrehaladtával juthatunk. Ezekből összesen ötven van, a legkülönfélébb méretekben.
Számos elemet megtartott a korábbi játékokból, így a karakterek tulajdonságait meghatározó SPECIAL-rendszert, azonban ennek értékein immár nem lehet változtatni játék közben. Képzettségek is léteznek a játékban, de azok inkább úgy működnek, mint a korábbi részekben látott perkek, azaz külön választható bónuszok. Szintlépéskor pontok elosztásával erősíthetőek, annyi megkötéssel, hogy van egy maximális szintjük.
Hat játszható karakter közül választhatunk, ezek közül mindig egyet irányíthatunk csak, tehát nincs csapatunk - létezik azonban kooperatív játékmód, ahol másik játékossal játszhatunk együtt. Először csak három karakter érhető el, a másik hármat az előrehaladásunk függvényében szerezhetjük meg jutalomként.
- Cyrus egy gazdálkodó közösségben nőtt fel, ahol a fosztogatókat folyamatosan távol kellett tartaniuk maguktól. Amikor a szupermutánsok serege végül szétzúzta őket, a pusztaságban vándorolt, és bosszúszomjasan csatlakozott az Acél Testvériségéhez. Képes nehézfegyvereket is használni, viszont tüzelés közben nem tud futni.
- Cain emberként született, de a radioaktivitás hatására ghoullá változott. Ő vezette Nekropolisz városát, amíg a szupermutáns seregek le nem rohanták. Ugyanaz igaz rá, mint Cyrusra a fegyverhasználat terén, viszont képes egyszerre két pisztollyal is lőni.
- Nadia egy nagyváros romjai közt nőtt fel árvaként, és lopni kényszerült az életben maradásért. A Testvériséghez hálából csatlakozott, amiért segítettek neki. Képes két pisztollyal is lőni és futni lövés közben, de nem tud nehézfegyvereket használni.
- Patty egy csapat menedéklakó kimenekítésekor kerül kapcsolatba velünk, és ekkor toborozható. Nagyjából ugyanazt tudja, mint Nadia.
- Rhombus az Acél Testvériségének szeparatistáit vezeti, aki Cyrushoz hasonló képességekkel bír.
- A Menedéklakó az első Fallout főhőse, és csak a játék első végigjátszása után vehető fel játszható karakterként. Erős, mindenféle fegyver használatára képes.

## Cselekmény
Miután kiválasztottuk karakterünket, aki innentől a Beavatott (Initiate) névre hallgat. Az első feladat a közeli Carbon városában utánanézni, hová tűnt néhány paladin. Ennek érdekében ki kell faggatnunk a polgármestert is, de ő csak akkor ad válaszokat, ha kifüstöljük a közeli radskorpió-fészket. A Beavatott ezalatt összebarátkozik Jessevel, a kereskedővel és Vidayával, a doktorral. Ha teljesítettük a küldetést, a polgármester egy közeli kráterhez küld minket, azonban ez egy csapda. Miután saját magát robbantja fel helyettünk, a Beavatott visszatér Carbonba, amit lerohantak a fosztogatók. Le kell velük számolnunk és meg kell mentenünk a városlakókat, akik nem tudtak idejében fedezékbe húzódni. Később kiderül, hogy a fosztogatók a közeli acélműből érkeztek, ezért oda kell utaznunk és leszámolni velük. Az út során találkozik a Beavatott a Menedéklakóval, aki továbbirányítja Rhombus paladinhoz, Los ghoulok lakta városába.
A városban Harold és ghoul barátai várják őt, illetve az Elveszettek Egyháza nevű szerveződés, amely a Testvériség szeparatistáiból alakult. Vezetőjükkel, Blake-kel kell végeznünk, méghozzá Rhombus segítségével. Még idejében meg tudunk szerezni tőle egy kulcsot, ám egy rajtaütés következtében Rhombus halálosan megsérül. A Beavatott megtudja, hogy a közelben van egy Menedék, amelyet egy szupermutáns vezér, Attis hajtott az uralma alá.
A Menedékbe érkezve Attis megtámad minket, és a Beavatott bal karját lebénítva a romok közé hajítja őt. Egy Patty nevű nő segítségével sikerül felépülnie, ezt követően pedig segítenünk kell a Menedékben élő embereknek megszökni. Mint kiderül, Attis azért jött épp ide, mert gyógymódot keres a szupermutánsok sterilitására. Feladatunk leszámolni vele és egy önmegsemmisítő aktiválásával elpusztítani magát a Menedéket is.

## Fejlesztése
A játék a Snowblind grafikus motorral készült, amivel a Baldur's Gate: Dark Alliance, valamint a Champions of Norrath is. A játék szokatlan volt a tekintetben, hogy a korábbi részek XX. század elejét-közepét idéző esztétikája és zenéje helyett többek között a Slipknot és a Killswitch Engage heavy metál számai hallhatóak.
A játék vegyes fogadtatásra lelt, ugyanis a kritika bár szórakoztatónak találta, egyben túl repetitívnek is, és túl profánnak a sok káromkodás miatt.

## Tervezett folytatása
A folytatás fejlesztését már az első rész befejezése előtt elkezdték, és részben ez okozta a készülőben lévő Fallout 3 fejlesztésének leállítását. Ugyancsak a Snowblind grafikus motort használta volna, új fegyverekkel és ellenségekkel. A korábbi epizódok hírnévrendszere jelentősen egyszerűsítve, de bekerült volna - attól függően, hogy egy karakter jó vagy rossz hírű, más dolgok történhettek volna vele. A négy irányítható harcos más-más harcmodorban küzdött volna, így az újrajátszhatóság is élvezetesebb lett volna. A tervek szerint új játékmód lett volna még a kétjátékos kooperatív üzemmód, a lopakodás és a csendes gyilkolás lehetősége, illetve bizonyos karaktereknél az ágyútornyok használata.
A fejlesztés már előrehaladott állapotban volt, amikor az első epizód gyenge eladásai miatt 2004-ben leállították. 2009-ben kiszivárgott a tervdokumentáció, mely alapján a karakterek és a helyszínek mellett a történet egyes elemeire is fény derült: eszerint az első részhez hasonlóan Texasban játszódott volna, de a végül szintén törölt Van Buren sztorielemei is bekerültek volna, erősítve a kánont.

## Forráshivatkozások
1. ↑  Fallout: Brotherhood of Steel for Xbox - GameFAQs. gamefaqs.gamespot.com. (Hozzáférés: 2024. április 18.)
2. ↑  GameSpy: Fallout 3 - Page 1. pc.gamespy.com. (Hozzáférés: 2024. április 18.)
3. 1 2  Fallout: Brotherhood of Steel Review (amerikai angol nyelven). GameSpot. (Hozzáférés: 2024. április 18.)
4. ↑  „Fallout: Brotherhood Of Steel”, Eurogamer.net, 2004. április 8. (Hozzáférés: 2024. április 18.) (angol nyelvű)
5. ↑  Brotherhood of Steel 2 design documents - Planet Fallout. web.archive.org, 2012. március 24. [2012. március 24-i dátummal az eredetiből archiválva]. (Hozzáférés: 2024. április 18.)